# Mauricio Moreira
Pour les articles homonymes, voir Moreira.
Moreira  Guarino est un nom espagnol. Le premier nom de famille, en général paternel, est Moreira ; le second, en général maternel, souvent omis, est Guarino.
Mauricio José Moreira Guarino, né le 18 juillet 1995 à Salto, est un coureur cycliste uruguayen.

## Biographie
Mauricio Moreira est le fils de Federico Moreira, recordman de victoires au Tour d'Uruguay et actuel président de la Fédération uruguayenne de cyclisme. Son frère aîné Agustín est également coureur. Encouragé par son père, il commence le cyclisme à l'âge de 6 ans et participe à ses premières courses cyclistes à 8 ans.
Chez les juniors (moins de 19 ans), il est notamment champion d'Uruguay du contre-la-montre en 2012 et champion national en ligne en 2013. Il fait ensuite ses débuts espoirs en 2014, terminant onzième de son premier Tour d'Uruguay. En 2016, il se distingue au niveau local en remportant deux étapes de la Rutas de América et le championnat d’Uruguay du contre-la-montre espoirs. 
Lors du championnat du monde espoirs de 2017, il se fait remarquer en participant à une offensive dans le dernier tour de course, en compagnie d'autres coureurs. Finalement repris par le peloton, il doit se contenter de la 33e place. Il passe ensuite professionnel en 2018 au sein de la formation Caja Rural-Seguros RGA, après deux saisons passées dans sa réserve,. Au mois de février, il termine quatrième du Tour de l'Alentejo. 
En juin 2019, il remporte une étape des Boucles de la Mayenne et termine deuxième du classement général. Non conservé par ses dirigeants, il redescend chez les amateurs en 2020. Il réalise une saison prolifique, qui lui permet de retrouver les rangs professionnels en 2021, au sein de l'équipe continentale portugaise Efapel. L'année suivante, il remporte le Tour du Portugal.

## Palmarès et résultats

### Palmarès par année
- 2012
  -  Champion d'Uruguay du contre-la-montre juniors
  - Doble Young :
    - Classement général
    - Une étape

  - 2e de la Vuelta Ciclista de la Juventud
- 2013
  -  Champion d'Uruguay sur route juniors
  - 2e du championnat d'Uruguay du contre-la-montre juniors
- 2014
  - Clásica del Norte
- 2015
  - 2e du championnat d'Uruguay sur route espoirs
- 2016
  -  Champion d'Uruguay du contre-la-montre espoirs
  - 3e et 4e étapes de la Rutas de América
  - 3e étape du Tour de Castellón (contre-la-montre par équipes)
  - Mémorial José María Anza
  - 1re étape du Tour de Ségovie
  - 2e étape du Tour de Zamora (contre-la-montre par équipes)
  - 2e de la San Isidro Sari Nagusia
- 2017
  -  Champion d'Uruguay du contre-la-montre espoirs
  - 3e étape du Tour de Ségovie
  - Tour de Zamora :
    - Classement général
    - 1re étape (contre-la-montre par équipes)

  - 2e de l'Ereñoko Udala Sari Nagusia
  - 2e de la San Roman Saria
  - 3e du Mémorial José María Anza
  - 3e du Tour de Ségovie
- 2019
  - 1re étape des Boucles de la Mayenne
  - 2e des Boucles de la Mayenne
- 2020
  - Circuito Guadiana
  - Prologue du Tour de Zamora
  - Tour de Valence :
    - Classement général
    - 3e étape

  - 2e du Tour de Guadalentín
- 2021
  - Grande Prémio Douro Internacional :
    - Classement général
    - 1re et 3e (contre-la-montre) étapes

  - Tour de l'Alentejo :
    - Classement général
    - 5e étape (contre-la-montre)

  - 9e étape du Tour du Portugal
  - Prologue et 3e étape (contre-la-montre) du Grande Prémio Jornal de Notícias
  - 2e du Tour du Portugal
  - 3e du Tour de Castille-et-León
- 2022
  - Grande Prémio Anicolor
  - Tour du Portugal : 
    - Classement général
    - 3e et 10e (contre-la-montre) étapes

  - Prologue du Grande Prémio Jornal de Notícias
- 2023
  - Clássica da Primavera
  - Grande Prémio O Jogo : 
    - Classement général
    - 2e et 4e étapes

  - Grand Prix international de Torres Vedras-Trophée Joaquim-Agostinho
- 2024
  - Classica Aldeias do Xisto
  - 4e étape du Grande Prémio O Jogo
  - 2e du Grand Prix Abimota
  - 2e du Grand Prix Anicolor
  - 3e du Grand Prix Beiras et Serra da Estrela

### Classements mondiaux
| Année                                 | 2017  | 2018 | 2019 | 2020 | 2021 | 2022 | 2023 | 2024  |
| ------------------------------------- | ----- | ---- | ---- | ---- | ---- | ---- | ---- | ----- |
| Classement mondial                    | 2826e | 976e | 742e | nc   | 272e | 392e | 872e | 1555e |
| UCI Europe Tour                       | nc    | 598e |      |      |      |      |      |       |
| UCI America Tour                      | nc    | nc   | 85e  | nc   | 24e  | 31e  | 95e  | nc    |
|                                       |       |      |      |      |      |      |      |       |
| Légende : nc = non classéSource : UCI |       |      |      |      |      |      |      |       |